# لخوو (استان اشوی‌داشکسیه)
لخوو (به لهستانی: Lechów) یک منطقهٔ مسکونی در لهستان است که در گمینا بیلینه واقع شده‌است. لخوو ۱٬۲۰۰ نفر جمعیت دارد.